# Mihály Lenhossék
Mihály Lenhossék (parfois désigné sous le nom de Michael von Lenhossék) (1863-1937) est un anatomiste et histologiste hongrois.

## Biographie
Il est le fils de József Lenhossék (hu) (1818-1888), professeur d'anatomie à Kolozsvár puis à Budapest, et l'oncle du prix Nobel Albert Szent-Györgyi. Son grand-père Mihály Ignác Lenhossék (1773-1840) avait occupé les chaires d'anatomie générale dans les Universités de Budapest et de Vienne.
Docteur en médecine en 1886, il travaille dans l'institut d'anatomie de son père à Budapest. Il est ensuite prosecteur à l'Université de Bâle en 1889, puis à celle de Wurtzbourg (1892-1895). Professeur associé d'anatomie à l'Université de Tübingen, il est professeur d'anatomie à l'Université de Budapest à partir de 1900.
Il est largement connu pour ses recherches en neuroanatomie : on lui doit notamment en 1893 le terme « astrocyte » pour désigner des cellules du système nerveux central en forme d'étoiles. 
Il fut éditeur en chef de la revue médicale hongroise Orvosi Hetilap (en) de 1905 à 1922. Il reçut le prix de la Couronne Corvin en 1930.